# Campénéac
Campénéac is een plaats en gemeente in het Franse departement Morbihan (regio Bretagne). De plaats maakt deel uit van het arrondissement Vannes. Campénéac telde op 1 januari 2022 1.940 inwoners.
In Campénéac ligt de cisterciënzer Abbaye de la Joie-Notre-Dame, bekend van de abdijkaas.

## Geografie
De oppervlakte van Campénéac bedroeg op 1 januari 2022 60,57 vierkante kilometer; de bevolkingsdichtheid was toen 32 inwoners per km².

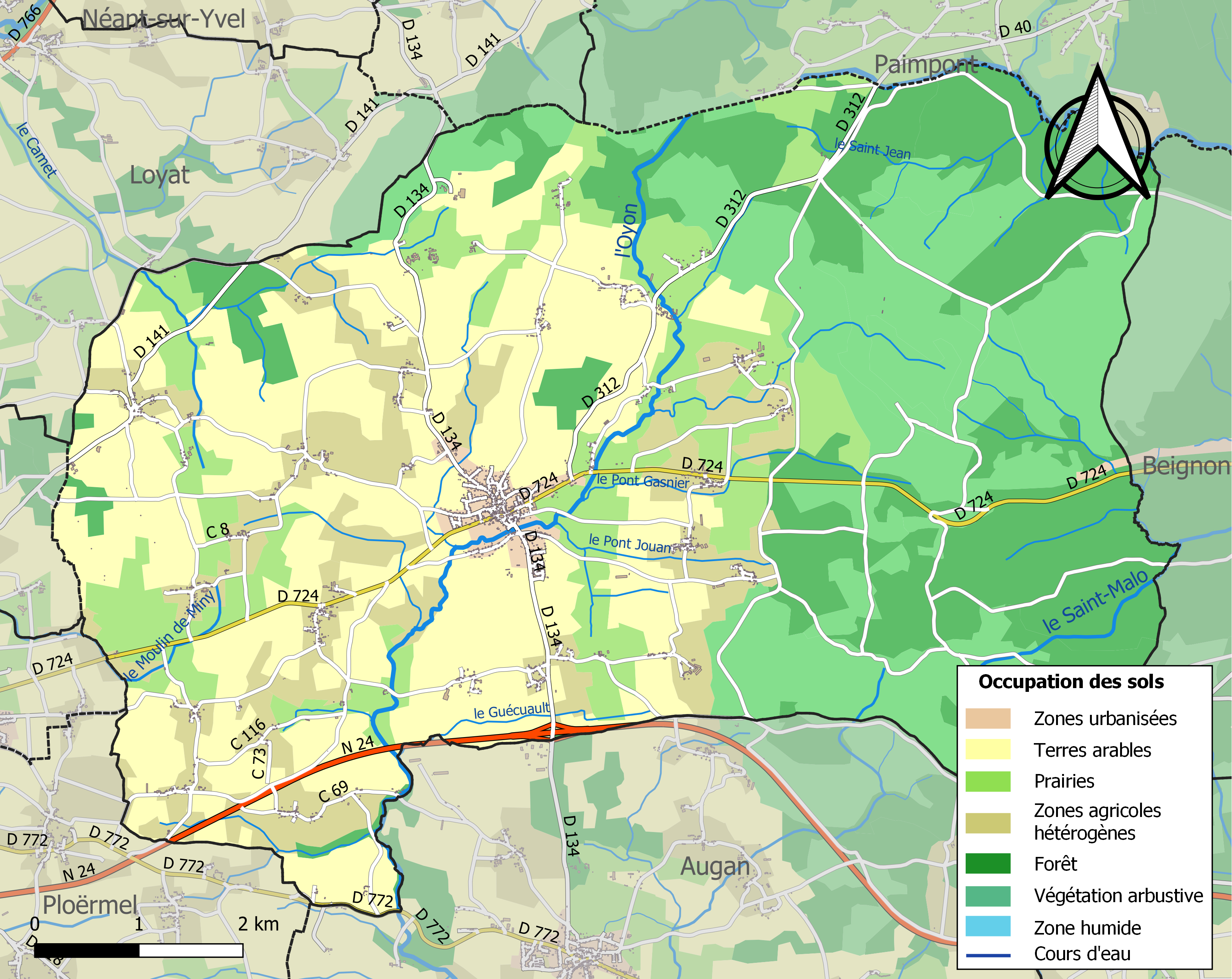
Kaart van de gemeente met de belangrijkste infrastructuur, bodemgebruik en omliggende gemeenten

## Demografie
Onderstaande figuur toont het verloop van het inwonertal, bron: INSEE-tellingen. 